# Glaphyra principata
Glaphyra principata là một loài bọ cánh cứng trong họ Cerambycidae.